# Hugues Oltramare

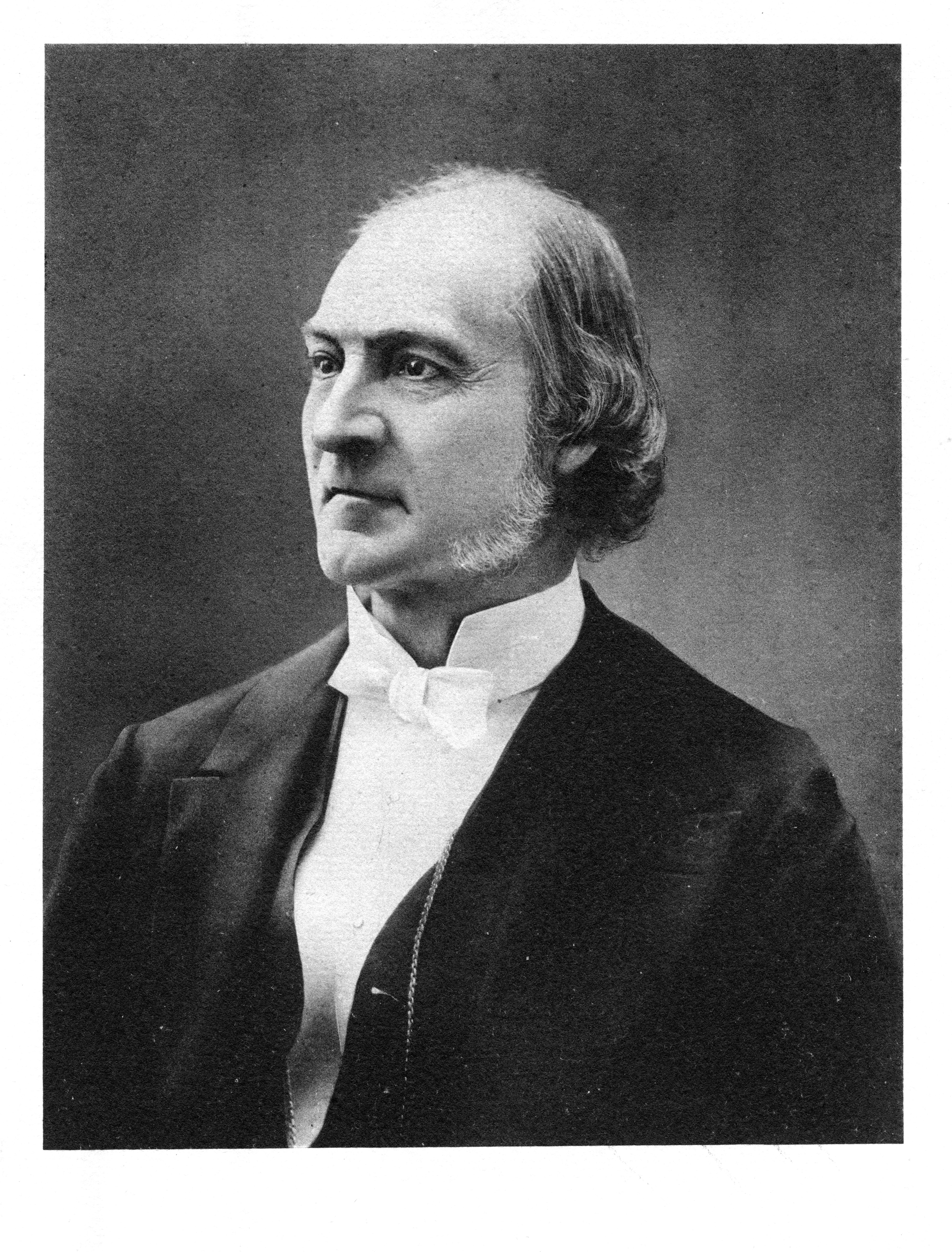
Hugues Oltramare

Hugues-Marc-Jean Oltramare (* 27. Dezember 1813 in Genf; † 23. Februar 1891 ebenda) war ein Schweizer evangelischer Geistlicher und Hochschullehrer.

## Leben

### Familie
Hugues Oltramare entstammte einer protestantischen Familie italienischer Herkunft, die sich für die Reformation einsetzte und aus religiösen Gründen flüchten musste; die Familie liess sich Ende des 16. Jahrhunderts in Genf nieder. Er war der Sohn des Uhrmachers Louis-David-Benjamin Oltramare (* 30. August 1781 in Genf; † 7. Mai 1851 ebenda) und dessen Ehefrau Anne (* 27. Juli 1779 in Genf; † 26. Dezember 1863 ebenda), Tochter des Uhrmachers Jean Henri Oltramare (1740–1794). Er hatte noch drei Geschwister:
- Louise Oltramare (* 4. Juli 1812 in Genf; † 24. September 1888 ebenda), verheiratet mit dem Politiker Elie-Ami Bétant (1803–1871);[3] deren gemeinsamer Sohn Charles Moïse Bétant (* 1836)[4] war von 1863 bis 1881 Erster Sekretär des serbischen Aussenministeriums;[5]
- Gabriel Oltramare (* 19. Juli 1816 in Genf; † 10. April 1906 in Les Eaux-Vives), Mathematiker und Politiker;[6] verheiratet mit Aline Alexandrine Pierrette (* 13. Mai 1830 in Lyon; † 2. Mai 1917), Tochter von Emile Mouchon (1794–1864). Ihr gemeinsamer Sohn war der Mediziner und Politiker Hugues Oltramare (* 31. März 1851 in Genf; † 23. Dezember 1937 ebenda).[7]
- Jeanne Benjamine Oltramare (* 8. März 1820 in Genf; † 21. Mai 1827 ebenda).

Er war seit dem 29. September 1847 mit Marie Charlotte (* 12. März 1823 in Plainpalais; † 21. Dezember 1862 in Genf), Tochter des Professors Jean-Pierre-Louis Humbert (1792–1851), Pfarrer, Philologe und Honorarprofessor für arabische Sprache an der Akademie Genf, verheiratet; gemeinsam hatten sie fünf Kinder, von diesen war seine Tochter Emma Oltramare (* 4. Oktober 1848 in Genf; † 8. April 1927 in Les Eaux-Vives) mit dem Historiker Eugène Ritter (1836–1928) verheiratet.
Der Cousin seiner ersten Frau war der Maler Charles Humbert (1813–1881).
In zweiter Ehe heiratete er 1864 Marie Joséphine Clotilde (* 1830; † 2. Februar 1921), Tochter des Pfarrers Charles Bedot; mit dieser hatte er ebenfalls fünf Kinder. Sein Sohn Ernest Ferdinand Oltramare (* 14. Februar 1867 in Genf; † 17. Januar 1923 ebenda) aus dieser Ehe wurde Zahnarzt und war verheiratet mit Alice Julie (geb. Dumaray oder auch Dumarat) (* 12. September 1873; † 23. November 1966 in Genf); von ihrem Kindern sind namentlich bekannt:
- Hugo Oltramare (* 2. Juli 1887 in Buenos Aires, Argentinien; † 31. Oktober 1957 Genf), Schweizer Theologe und Arzt, Hauptinitiator der Kinderhilfe des Schweizerischen Roten Kreuzes;
- Colette Oltramare (* 25. Januar 1904 in Buenos Aires; † 28. März 1980 in Collonge-Bellerive),[11] Architektin.

### Werdegang
Hugues Oltramare unterrichtete von 1830 bis 1840 als Privatlehrer in verschiedenen Genfer Familien, in Internaten und in der Privatschule von Rodolphe Töpffer. Er war auch als Tutor des Sohnes von Charles-Léonard Lullin (1781–1847) tätig und übernahm 1840 dessen Fürsorge, als sie gemeinsam nach Deutschland gingen.
Er studierte von 1834 bis 1838 Theologie, unter anderem bei David-François Munier und Jacob-Elisée Cellérier an der Académie de Genève und wurde am 19. August 1838 durch seinen späteren Schwiegervater Jean-Pierre-Louis Humbert ordiniert. Am 8. Juni 1838 verteidigte er seine Dissertation Essai exégétique sur le chapître sixième de l’Epître de St. Paul aux Romains erfolgreich gegen David-François Munier.
In der Zeit von 1840 bis 1842 setzte er sein Theologiestudium an der Universität Tübingen und an der Universität Berlin unter anderem bei August Neander fort; sein Aufenthalt in Tübingen beschränkte sich auf den Sommer bis Oktober 1840.
Am 3. Juli 1845 wurde er in Genf vom Wahlkollegium zum Pfarrer gewählt und war dort bis 1854 tätig. 1847 wurde er während des Sonderbundskrieges durch die Compagnie des pasteurs als Kaplan für eines der Bataillone des Kantons  Genf benannt.
1854 wurde er als Nachfolger von Jacob-Elisée Cellérier Professor für Exegese des Neuen Testaments an die Akademie Genf berufen und blieb bis 1890 in diesem Lehramt; in dieser Zeit übte er als Nachfolger von Jacques Martin von 1856 bis zu seiner Pensionierung 1881 wieder das Amt des Pfarrers in Genf aus.
Nach dem Tod von David-François Munier wurde er bis 1891 alle zwei Jahre zum Dekan der Theologischen Fakultät gewählt.
Aus gesundheitlichen Gründen trat er 1890 von seinem Lehramt zurück; sein Nachfolger wurde daraufhin Ernest Martin.

### Geistliches und berufliches Wirken
In den Jahren 1854, 1860 und 1869 war Hugues Oltramare Moderator und von 1874 bis 1880 Dekan der Compagnie des pasteurs.
Er legte die Bibel mit einer kritisch-historischen Methode aus, verbunden mit Freiheit und Glaube; hierbei trat er mehr als unabhängiger Geist denn als ein rein Liberaler auf.
Seine Übersetzung des Neuen Testaments von 1874 verband er mit wissenschaftlicher Exaktheit sowie mit literarischer Klarheit und bildete sein Hauptwerk.

### Ehrungen und Auszeichnungen
- Hugues Oltramare wurde 1882 von der Universität Straßburg zum Dr. h. c. ernannt.[15]
- Er war seit 1890 Ritter der Ehrenlegion.[16]

## Schriften (Auswahl)
- Essai exégétique sur le chapître sixième de l’Epître de St. Paul aux Romains. Genève: Impr. E. Carey, 1838.
- Commentaire sur l’Ep. aux Rom, Teil 1–5. Genf 1843.
- Instruction évangélique sur trois questions: Qui est Jésus-Christ? Qu’est-il venu faire? Que faire pour être sauvé? Paris; Genève: Ab. Cherbuliez 1845.
- Catéchisme à l’usage des chrétiens réformés. Genf 1859.
- Liberté et exclusisme. Genf 1861.
- La séparation de l’Église et de l’État. Genf 1869.
- Nos principes. Genf 1870.
- Le Nouveau Testament. Paris 1874.
- Louis Segond; Hugues Oltramare: La Sainte Bible. Genève: A. Cherbuliez; Paris: Agence de la Société biblique protestante, 1879.
- Épîtres de Paul. Paris 1881.
- Commentaire sur l’épître aux Romains.
  - Band 1. Genève: Cherbuliez; Paris: Fischbacher, 1882.
  - Band 2. Genève: Cherbuliez; Paris: Fischbacher, 1882.
- Hugues Oltramare; Auguste Bouvier: Commentaire sur les épîtres de saint Paul aux Colossiens, aux Ephésiens et à Philémon.
  - Band 1. Paris: Fischbacher, 1891.
  - Band 2: Paris: Fischbacher, 1892.
  - Band 3. Paris: Fischbacher, 1892.